# لورا وترلین
لورا وترلین (انگلیسی: Laura Vetterlein؛ زادهٔ ۷ آوریل ۱۹۹۲) بازیکن فوتبال اهل آلمان است.
از باشگاه‌هایی که در آن بازی کرده‌است می‌توان به اس‌سی سند، باشگاه فوتبال زنان وولفسبورگ، و باشگاه فوتبال وولفسبورگ اشاره کرد.
وی همچنین در تیم‌های ملی فوتبال Germany women's national youth football team, Germany women's national youth football team, Germany women's national under-17 football team, Germany women's national under-19 football team، و Germany women's national under-20 football team بازی کرده‌است.